# Palazzo Massimo alle Terme
Palazzo Massimo alle Terme är ett palats i Rom, beläget i närheten av Diocletianus termer i Rione Castro Pretorio. Det uppfördes åren 1883–1887 i nyrenässans efter ritningar av arkitekten Camillo Pistrucci (1856–1927). 
Palatset hyser en del av Museo Nazionale Romano samt Soprintendenza Speciale Archeologia Belle Arti e Paesaggio di Roma. Museets samlingar innehåller bland annat skulpturerna Augustus vid Via Labicana, Niobe, Portonacciosarkofagen, Flickan från Anzio och Aciliasarkofagen.

## Bilder
| - Augustus vid Via Labicana. - Niobe. - Portonacciosarkofagen. - Flickan från Anzio. - Aciliasarkofagen. |

### Webbkällor
- ”Museo Nazionale Romano di Palazzo Massimo” (på italienska). info.roma.it. Arkiverad från originalet den 18 februari 2020. https://archive.today/20200218213200/https://www.info.roma.it/associazione_eventi.asp?ID_evento=89. Läst 18 februari 2017.